# Unidad Democrática y Popular
Unidad Democrática y Popular (UDP) fue una alianza política formada por exiliados bolivianos durante la década de 1970 y 1980, abarcando varios partidos de la izquierda nacional.

## Historia

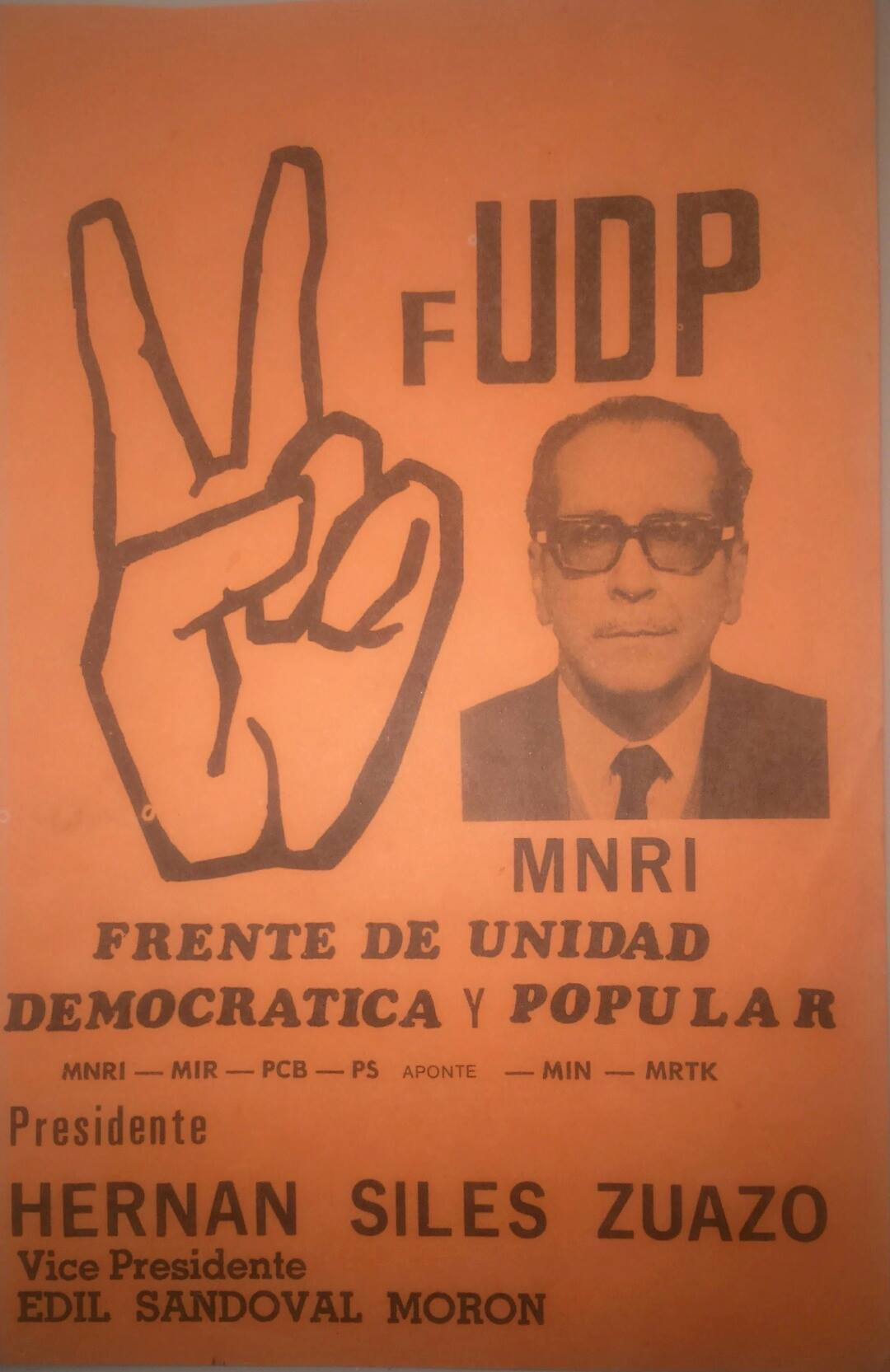
Boleta de sufragio usada por la UDP en las elecciones de 1978.

Su líder, Hernán Siles Zuazo, llegó al gobierno el 10 de octubre de 1982, tras 3 elecciones fallidas.
Las elecciones de 1978 fueron anuladas por el supuesto ganador, el general Juan Pereda Asbún. Las elecciones de 1979 no dieron un ganador en primera vuelta, y en segunda vuelta en el Congreso la coalición UDP no poseía los votos necesarios para proclamar Presidente a su candidato, que había obtenido la primera mayoría relativa. Las elecciones de 1980 dieron un mayor margen de mayoría relativa a Hernán Siles Zuazo, pero el Congreso nunca se pudo poner de acuerdo para cumplir el mandato de elegir al presidente primero entre los tres más votados y luego entre los dos más votados y, de modo inconstitucional, designó como presidenta a Lidia Gueiler, esta fue derrocada por el General Luis García Meza.
Una vez transcurrida la dictadura de García Meza, el 10 de octubre de 1982, Siles Zuazo fue elegido presidente por el congreso elegido en 1980. Al asumir la presidencia la frágil democracia boliviana se encontraba frente a una muy difícil situación económica y política. Económicamente, Bolivia estaba quebrada frente a la crisis de la deuda externa, se desencadenó un proceso hiperinflacionario que destruyó el poder adquisitivo de los asalariados y llevando el país a la anarquía. Tuvo que enfrentar la dura oposición de su ex aliado Lechín desde la Central Obrera Boliviana (COB). Al desligarse el MIR de la alianza de gobierno, la UDP perdió la poca fuerza que le quedaba. Siles no tuvo respuestas económicas, la fijación de precios fracasó y finalmente debió renunciar y llamar a nuevas elecciones el 6 de agosto de 1985. La UDP se desintegró y desapareció junto con la carrera política de Hernán Siles. Roberto Jordán Pando lideró el MNR-I, pero con resultados muy pobres en las elecciones de 1985.

## Composición
La Unidad Democrática y Popular estaba compuesta principalmente por:
- Movimiento Nacionalista Revolucionario de Izquierda (MNR-I), de Hernán Siles Zuazo
- Movimiento de Izquierda Revolucionaria (MIR), de Jaime Paz Zamora
- Partido Comunista de Bolivia (PCB), de Jorge Kolle Cueto, Oscar Salas Moya y Simón Reyes Rivera.

## Elecciones
| Año elección        | Candidato          | Militancia                          | Porcentaje |
| 9 de julio de 1978  | Hernán Siles Zuazo | MNRI (Unidad Democrática y Popular) | ???        |
| 1 de julio de 1979  | Hernán Siles Zuazo | MNRI (Unidad Democrática y Popular) | 35,99 %    |
| 29 de junio de 1980 | Hernán Siles Zuazo | MNRI (Unidad Democrática y Popular) | 38,74 %    |